# Bukit Meudangara
Bukit Meudangara är ett berg i Indonesien.   Det ligger i provinsen Aceh, i den västra delen av landet, 1 600 km nordväst om huvudstaden Jakarta. Toppen på Bukit Meudangara är 17 meter över havet.
Terrängen runt Bukit Meudangara är platt.Runt Bukit Meudangara är det ganska tätbefolkat, med 56 invånare per kvadratkilometer. I omgivningarna runt Bukit Meudangara växer i huvudsak städsegrön lövskog.